# Доду, Афо
Афо Доду (англ. Afo Dodoo; род. 23 ноября 1973) — ганский футболист, защитник. В настоящее время главный тренер клуба «Спортинг Сант Миррен». Участник Кубка африканских наций 1994 года и 1996 года, а также летних Олимпийских игр 1996 года.

## Биография
Афо Доду родился 23 ноября 1973 года.

### Клубная карьера
Начал профессиональную карьеру в 1992 году в клубе чемпионата Ганы — «Обуаси Голдфилдс». В 1995 году перешёл в греческую команду «Каламата», где играли стразу три его соотечественника — Питер Офори-Квайе, Эбенезер Хаган и Сэмюэл Джонсон. В составе команды являлся игроком основного состава на протяжении трёх сезонов. В сезоне 1997/98 «Каламата» заняла предпоследнее 17 место в чемпионате Греции и вылетела во второй дивизион. Всего за команду провёл 64 матча и забил 2 гола.
В начале 1999 года подписал контракт с норвежским «Тромсё», однако в составе команды так и не сыграл. После этого перешёл в «Энчёпинг» из второго дивизиона Швеции. В 2001 году стал игроком клуба «Ландскруна». В своём первом сезоне в команде помог «Ландскруне» занять второе место в Суперэттане и выйти в высший шведский дивизион. В мае 2002 года получил травму колена и остался вне футбола на полгода. Завершил карьеру футболиста в 2003 году.
В настоящее время возглавляет ганскую команду «Спортинг Сант Миррен».

### Карьера в сборной
В составе национальной сборной Ганы выступал с 1994 года по 1996 год, проведя в составе сборной 23 игры. Весной 1994 года принял участие в Кубке африканских наций, который состоялся в Тунисе. Гана дошла до 1/4 финала, где уступила Кот-д’Ивуару (1:2). Доду сыграл лишь в одной игре на турнире.
В начале 1996 года участвовал в Кубке африканских наций в Южной Африке. Сборная Ганы заняла четвёртое место, уступив в матче за бронзовые награды команде Замбии со счётом (0:1). Доду принял участие в пяти играх.
В августе 1996 года главный тренер олимпийской сборной Ганы Сэм Ардай вызвал Афо на летние Олимпийские игры в Атланте. В команде он получил 6 номер. В своей группе ганцы заняли второе место, уступив Мексики, обогнав при этом Южную Корею и Италии. В четвертьфинале Гана уступила Бразилии (2:4). Доду на турнире сыграл во всех четырёх матчах.

## Достижения
- Серебряный призёр Суперэттана (1): 2001